# ناگفته‌های دراکولا
ناگفته‌های دراکولا (به انگلیسی: Dracula Untold) یک فیلم اکشن فانتزی تاریک محصول سال ۲۰۱۴ آمریکا، به کارگردانی گری شور و نویسندگی مت سازاما و بورک شارپلس است. در این فیلم بازیگرانی همچون لوک ایوانز در نقش دراکولا، سارا گدون، دومینیک کوپر و چارلز دنس ایفای نقش می‌کنند. در ازای تمرکز بر روی رمان دراکولا نوشتهٔ برام استوکر، داستان فیلم دربارهٔ شخصیت کنت دراکولا و با به تصویر کشیدن زندگی حقیقی و تاریخی ولاد سوم است.

## داستان
در رومانی قرن ۱۵، ولاد دراکولا شاهزاده والاچیا و ترانسیلوانیاست. او در کودکی محجور سلطنتی کاخ سلطان امپراطوری عثمانی بود و در  لشگر ینی چری نوابغ سلطان آموزش دید و به ترسناک ترین جنگجوی آنان تبدیل شد. پس از کشتن هزاران نفر و چهار میل کردن آن ها روی نیزه، لقب "ولاد به نیزه کش، پسر اژدها" به او داده شد اما کم کم از کارهای خودش بدش آمد و گذشته اش را رها کرد. 
حالا او در صلح بر قلمروی خود حکومت می کند تا اینکه در یک آبشار یک کلاهخود پیدا می کند و می ترسد که گروه پیش آهنگ عثمانی ها مشغول آماده سازی برای حمله باشند. آن آبشار به کوهستان "دندانِ شکسته" راه دارد و در بالای آن غاری قرار دارد مفروش به استخوان های خردشده. در داخل غار، موجودی قوی و سریع و شبه انسان به آن ها حمله می کند و همراهان ولاد را می کشد. ولاد به قلعه اش برمی گردد و از راهب محلی می شنود که آن موجود خون آشامی است که از دوران امپراتوری روم در آنجا بوده. یک شیطان برای موفقیت شخصی و کسب قدرت های عظیم او را به این شکل درآورده ولی برای تنبیه در غار گرفتار شده است. در میانه جشن عید پاک عثمانی ها سر می رسند و می خواهند ۱۰۰۰ پسر را برای عضویت در ینی چری ببرند. ولاد پیشنهاد می دهد خودش را ببرند ولی محمد پسر او را می خواهد. 
جنگ در راه است. پس ولاد به کوهستان می رود و از خون آشام کمک می خواهد. او مقداری از خونش را به ولاد می دهد تا موقتا قدرتمند شود. اگر تا سه روز در مقابل عطش خون انسان مقاومت کند، دوباره انسان خواهد شد. درغیر این صورت، تا ابد خون آشام باقی خواهد ماند و این خون آشام باستانی آزاد می شود و می تواند دنیا را مثل خودش به تاریکی بکشاند. ولاد می پذیرد و یک تنه جلوی حمله عثمانی ها به قلعه اش را می گیرد. سپس اکثر مردم را به صومعه کوزیا می فرستد. 
آن شب ارتش عثمانی به صومعه حمله می کند. ولاد مقابلشان می ایستد ولی تعدادی از ترک ها وارد صومعه شده، بسیاری از ساکنین را کشته، اینگراس (پسر ولاد) را دزدیده و میرنا (همسر ولاد) را از لبه پرتگاه به پایین می اندازند. میرنا دم مرگ از ولاد می خواهد خونش را بنوشد تا بتواند پسرشان را نجات دهد. ولاد به خون آشام کامل تبدیل می شود، به صومعه برمی گردد و بازماندگان حمله را نیز به خون آشام تبدیل می کند. 
محمد خود را برای حمله به اروپا آماده می کند. ولاد و گروهش می رسند و به راحتی سربازان عثمانی را می کشند. محمد که می داند نقره خون آشام ها را ضعیف می کند، چادرش را مملؤ از سکه نقره کرده و با شمشیر نقره با او می جنگد. او می خواهد تکه چوبی به قلب ولاد فرو کند که ولاد او را می کشد و خونش را می نوشد. سپس اینگراس را به جای امنی می فرستد و با قدرت جادوییش، ابرها را کنار می زند تا تمام خون آشام ها از جمله خودش زیر نور آفتاب بسوزند و ازبین بروند. اما مردی که قبلا ذات ولاد را می شناخت و می خواست به او خدمت کند، بدنش را از آفتاب دور می کند و با خون خود، او را به زندگی برمی گرداند. 
با این تصور که ولاد مرده و اروپا از حمله عثمانی ها در امان است، اینگراس شاهزاده جدید والاچیا می شود. 
در زمان حال، ولاد در خیابان های لندن با زنی به نام مینا ملاقات می کند که به شدت شبیه میرناست. خون آشامی که ولاد را نفرین کرده، از دور آن ها را تماشا می کند و می گوید: "اجازه دهید بازی شروع شود".

## بازیگران
- لوک ایوانز در نقش ولاد سوم / کنت دراکولا: یک شاهزاده و قهرمان جنگی که برای حفاظت و دفاع از خانواده‌اش به خون‌آشام تبدیل می‌شود.
- دومینیک کوپر در نقش سلطان محمد دوم
- سارا گدون در نقش میرنا (همسر ولاد)
  - گیدن هم چنین بعنوان مینا هارکر نیز بازی کرد (بخشی از پایان فیلم در زمان حال)
- آرت پارکینسون در نقش اینگراس، پسر ولاد و میرنا
- چارلز دنس در نقش خون‌آشام اعظم: خون‌آشام باستانی و شروری که به ولاد قدرت و ذات خون‌آشامی داد.
- ویلیام هوستون در نقش قازان، مشاور ولاد
- دیرمد مورتا در نقش دومیترو (یکی از افراد ولاد)
- نوآ هانتلی در نقش کاپیتان پترو (یکی از افراد ولاد)
- پل کای در نقش برادر لوسین (یک راهب)
- زاک مک‌گاون در نقش اشکلگیم (یک رومانیایی مرموز)
- فردیناند کینگزلی در نقش حمزه بیگ (یکی از ژنرال‌های محمد)
- جوزف لانگ در نقش عمر بیگ (یکی از ژنرال‌های محمد بیگ)
- ثوروالدور داوید کریستیانسون در نقش چشم روشن (یک قاتل در ارتش عثمانی)
- جی.جی. مورفی
- فردیناند کینگزلی